# جينبوتشو

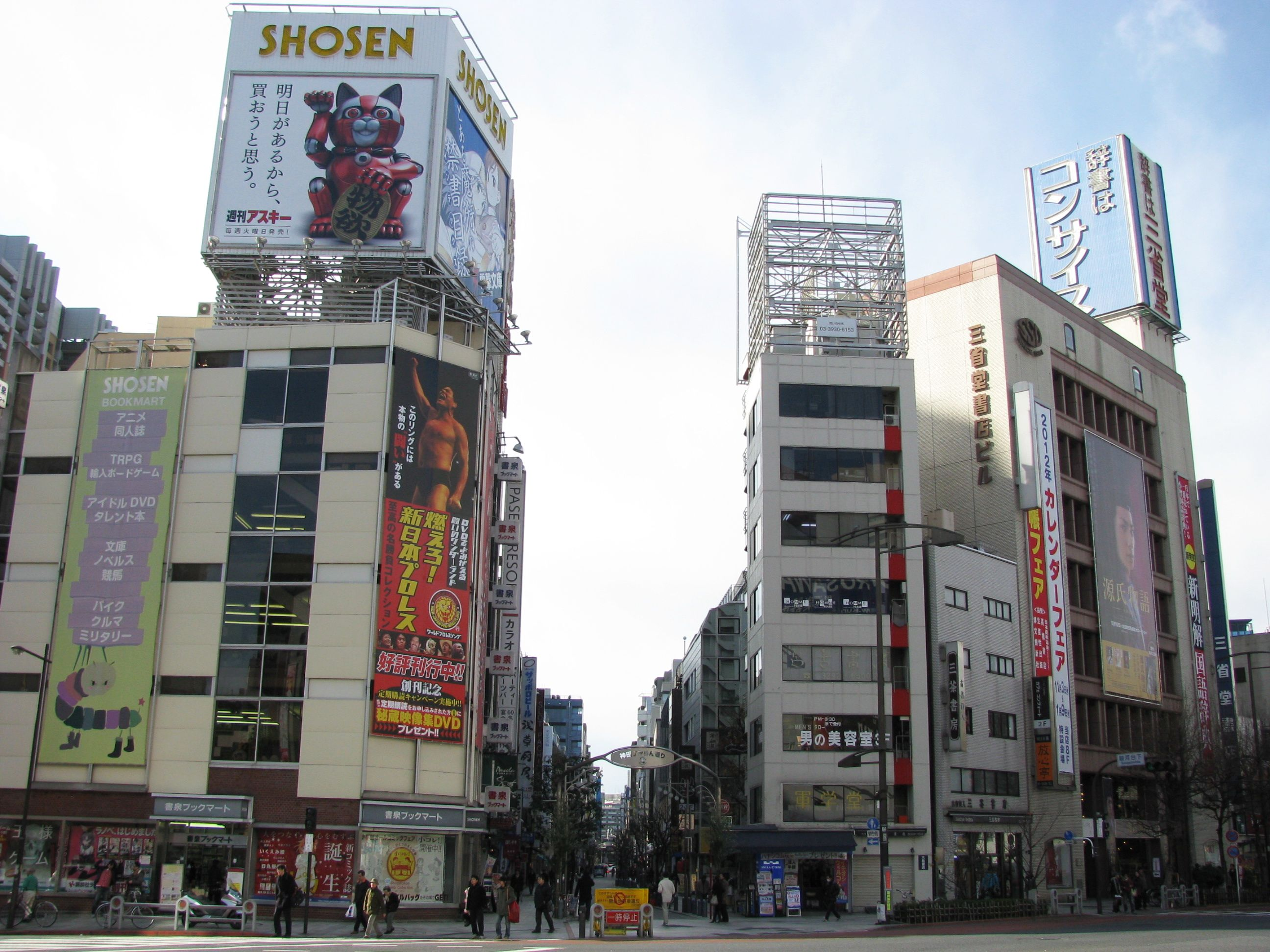
إحدى العمائر المخصصة للمتاجر.

جينبوتشو (باليابانية: 神田神保町) (بالإنجليزية: Jinbocho)، هي منطقة يابانية تابعة للعاصمة طوكيو، وتشتهر جينبوتشو بوجود تجمعات مكتبات بيع الكتب المستعملة ودور النشر، وشراء أدوات التحف الفنية.